# Поморски мостобран
Поморски мостобран (енгл. Beachhead) је просторија (земљишни рејон) на  обали мора, коју заузимају, поседају и бране јединице при извођењу поморских десаната.

## Карактеристике
Сврха образовања мостобрана је стварање услова за пребацивање, искрцавање и дејство нових снага, обезбеђење извлачења сопствених снага, односно њихове евакуације поморским или ваздушним путем, и организовање одбране обала. Могу се организовати и припремати још у миру (у типу сталне или полусталне фортификације), а на морској обали функција мостобрана често се намењује утврђеним лукама и базама на прекоморској територији.
Поморски мостобран прилагођава се циљу и начину дејства поморског десанта, величини и саставу десантних снага, постигнутој превласти на мору и у ваздуху, као и конфигурацији земљишта и могућностима противдејства противника.
Према значају, начину образовања, ангажованим снагама и месту у систему одбране, мостобрани могу имати тактички, оперативни и стратегијски значај, а према намени и степену утврђивања могу бити привремени и стални. У литератури се често употребљавају и појмови ужи и шири мостобран, поморски мостобран се каткад назива и десантна основица.